# Gonsenheimer Tor

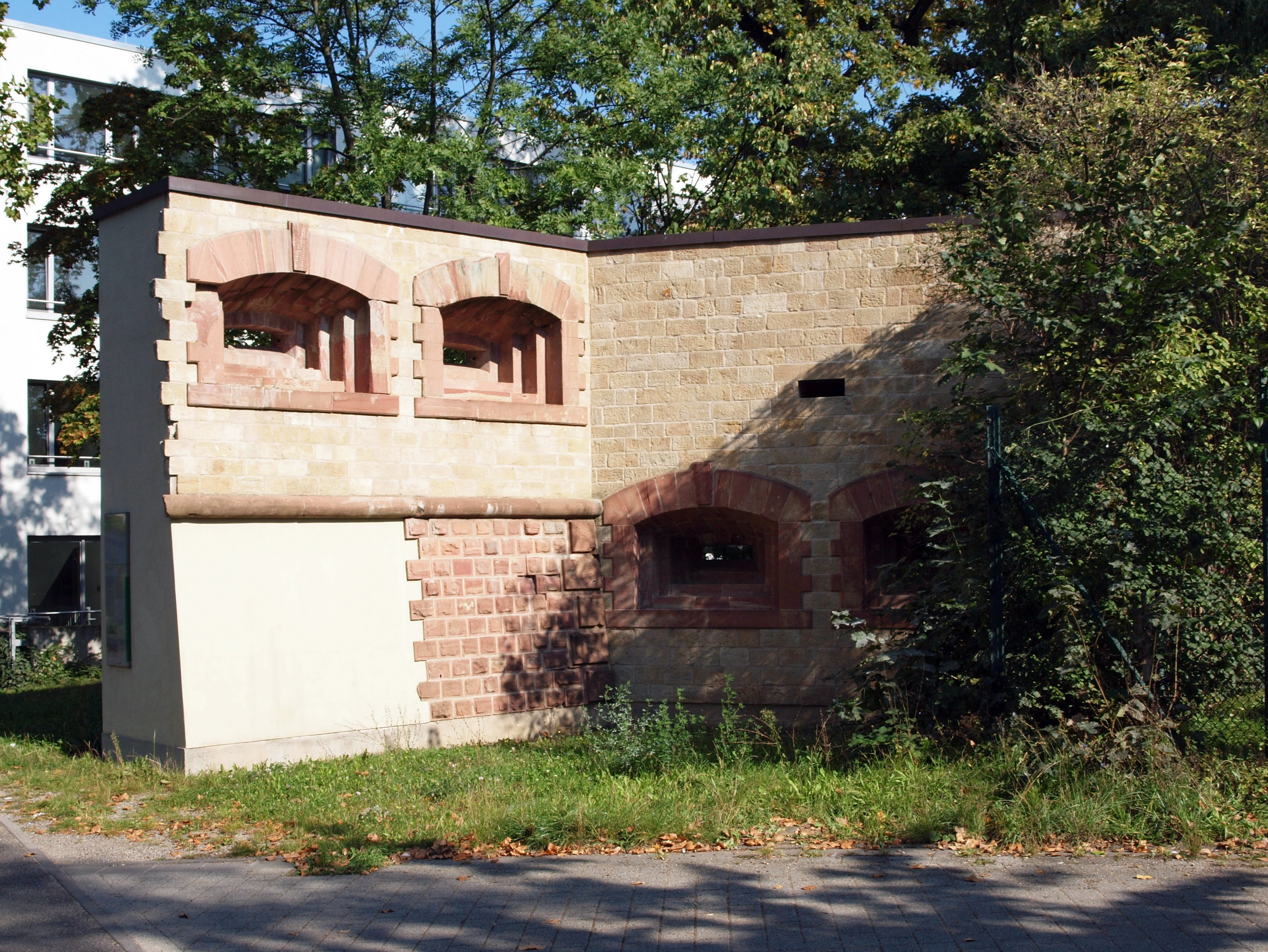
Gonsenheimer Tor

Das Gonsenheimer Tor ist ein ehemaliges Festungstor der Festung Mainz und liegt im Stadtteil Hartenberg-Münchfeld.

## Geschichte und Lage
Das Gonsenheimer Tor war Bestandteil des Rheingauwalls, der die Ausdehnung der Stadt Mainz nach dem Deutsch-Französischen Krieg militärisch absichern sollte. Das Tor lag westlich der alten Festung zwischen dem Fort Hartenberg und dem Kavalier Judensand und bildete das Ausfalltor nach Gonsenheim und den hochwassersicheren Straßen nach Westen. Die heutige Straße Am Fort Gonsenheim führte durch das Tor. Es lag am topographisch höchsten Punkt des Rheingauwalls und wurde bereits 1872, also kurz nach dem Krieg, errichtet. In weiteren Ausbaustufen bis 1877 entstand eine Umwallung mit parallel verlaufendem Graben und überhöhten Stellungen in Form von Kavalieren. Das Tor war einer der wenigen Durchlässe des neuen Walls und lag benachbart zum Mombacher Tor im Tal und weiteren nordwestlichen Durchlässen.

## Beschreibung und Architektur
Das Gonsenheimer Tor war eine Toranlage mit getrennten Durchlässen für den Fahr- und Fußgängerverkehr. Zur Sicherung des Tores befanden sich rechts und links davon tonnengewölbte Kasematten, die durch große Bogenfenster von der Stadtseite aus belichtet wurden. An der Feldseite befinden sich beiderseits der Durchlässe doppelstöckige Schließöffnungen, von denen die unteren nur knapp über der Grabensohle lagen. Eine erhöhte Verteidigungswirkung wurde durch eine den vorgelagerten Graben überspannende Brücke aus stählernen Doppel-T-Trägern erreicht, die sich im Kriegsfall schnell demontieren ließ. Nach Innen war das Tor zusätzlich durch eine Zugbrücke gesichert. Passiv war das Tor durch eine mächtige Erdabdeckung als Schutz gegen Artilleriebeschuss geschützt.
Das Tor hat eine Gesamtbreite von 35 Metern. Es war nicht durch eine Schaufassade verziert, die Quaderverkleidung bestehend aus Sandsteinrahmen, -sturzbögen, bossierten Eckquadern und profilierten Gesimsen weist jedoch eine hohe handwerkliche Qualität auf.

## Wiederentdeckung
Das Festungstor wurde zu Beginn des 20. Jahrhunderts abgerissen, da aufgrund verbesserter Geschütztechnologie ein weiterer Verteidigungsring notwendig wurde. 1904 wurde die Stadt als Festung aufgelassen. Auf Order des Kaisers Wilhelm II. wurden bis 1912 viele der Festungswerke und Stadttore niedergelegt, auch das Gonsenheimer Tor. Der obere Teil des Tores wurde abgerissen, tieferliegende Teile wurden beigefüllt, zugeschüttet und alles eingeebnet.
Durch Bauarbeiten für ein neues Gebäude des Südwestrundfunks samt Tiefgarage im Jahr 2003 kamen Reste des unteren Teils wieder zum Vorschein. Nach Verhandlungen mit der Stadt und den Landesdenkmalbehörden übernahm der SWR die Patenschaft und Verantwortung für eine Wiederherstellung des Bauwerks, allerdings etwa 40 Meter vom ehemaligen Standort entfernt. Eine Wandtafel informiert über das Baudenkmal.